# Saliout 5
Saliout 5  est une station spatiale soviétique lancée le 22 juin 1976.
Elle est la troisième et dernière station spatiale militaire de type Almaz, incluse dans le programme Saliout pour dissimuler son véritable objectif.
- Les cosmonautes de Soyouz 21 ont travaillé dans la station du 7 juillet au 24 août 1976.
- Soyouz 23 a tenté de s'arrimer le 15 octobre, mais a été incapable d'entrer dans la station.
- L'équipage de Soyouz 24 a travaillé dans la station du 8 au 25 février 1977.
- La mission Soyouz 25, initialement prévue, a été annulée.

Structurellement similaire à Saliout 3, la station avait une masse totale d'approximativement 18–19 tonnes. Elle était dotée de deux panneaux solaires montés latéralement sur le centre de la station et d'un module de retour pour les données et les matériels de recherche. 
Le module de recherche a été éjecté et récupéré le 26 février 1977. Saliout 5 s'est quant à elle consumée dans l'atmosphère le 8 août 1977, une fois ses réserves de propergol épuisées. 

## Déroulement des missions
Saliout 5 est lancée le 22 juin 1976 depuis Baïkonour par une fusée Proton 8K82K.

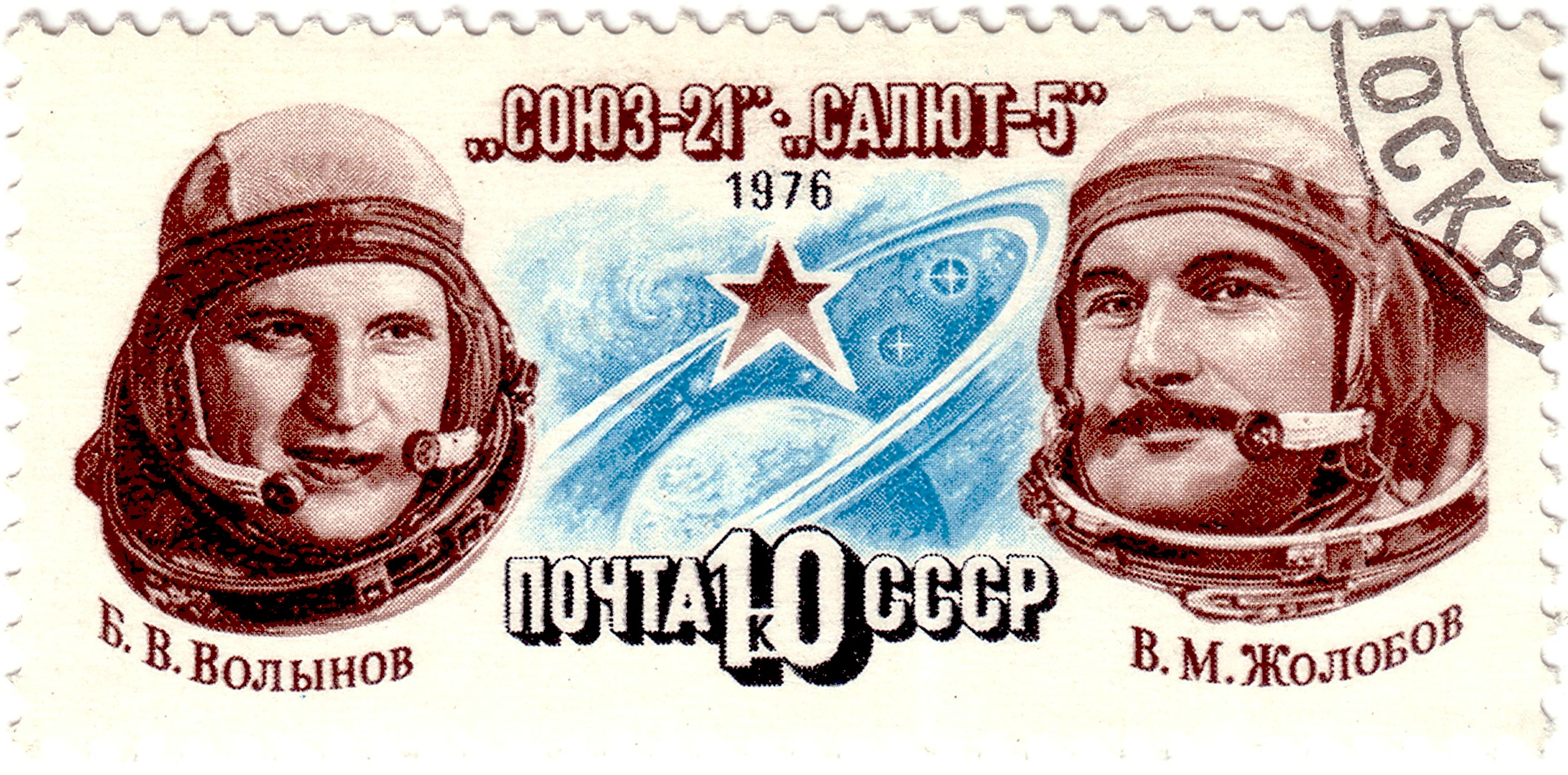
Volynov et Jolobov

Son premier équipage, composé de Boris Volynov et Vitali Jolobov, la rejoint le 6 juillet à bord de Soyouz 21. L'équipage réalise quelques expériences mais leur mission principale semble avoir été l'observation d'un exercice militaire à grande échelle déclenché en Sibérie à la même époque. La radio soviétique annonce le 19 août que le niveau d'activité solaire est particulièrement bas ce qui devrait permettre à l'équipage d'effectuer un séjour prolongé. Mais cinq jours plus tard, l'équipage réintègre le vaisseau et revient à Terre. Lorsqu'ils sortent de leur capsule les deux hommes sont visiblement éprouvés par leur séjour dans l'espace ce qui semble indiquer qu'ils n'ont pas eu le temps d'effectuer les exercices les préparant à leur retour au sol. Aucune explication n'est donnée par les autorités soviétiques sur ce qui ressemble à une interruption prématurée de la mission et les spéculations sont nombreuses côté occidental : problèmes de santé physique ou psychologique, mal de l'espace. Il semblerait que la mission ait été interrompue à la suite d'un conflit entre les deux membres de l'équipage.

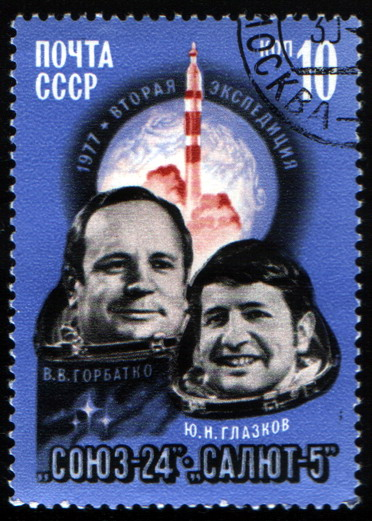
Gorbatko et Glazkov

La mission suivante, Soyouz 23, dont l'équipage est composé de Viatcheslav Zoudov et Valeri Rojdestvenski, n'est lancée que le 14 octobre car entretemps Soyouz 22 (sans aucun lien avec le programme Saliout) doit être lancée au début de septembre. Comme cela s'était déjà produit sur Soyouz 15, le système de rendez-vous automatique Igla ne parvient pas à rapprocher le vaisseau de la station et, pour des raisons non expliquées, le rendez-vous n'est pas réalisé manuellement. L'équipage est contraint de revenir sur Terre. La capsule atterrit de nuit dans le lac Tengiz à moitié gelé, à 2 km de la rive au milieu d'une tempête. Il faut près d'une dizaine d'heures aux sauveteurs pour que ceux-ci parviennent à ramener la capsule sur le sol ferme et que les cosmonautes soient libérés.
L'équipage de Soyouz 24, Viktor Gorbatko et Iouri Glazkov, est lancé le 7 février 1977 pour une mission de courte durée. L'équipage emporte de l'équipement pour renouveler l'atmosphère de la station qui n'est plus occupée depuis 6 mois. Quelques jours plus tard les deux cosmonautes reviennent sur Terre.
Aucun autre équipage ne séjournera à bord de la station car elle approche de sa fin de vie et, à la suite des incidents précédents, aucun vaisseau Soyouz n'est disponible. Ayant épuisé tout son carburant, Saliout 5 se consume dans l'atmosphère le 8 août 1977.

## Caractéristiques  techniques

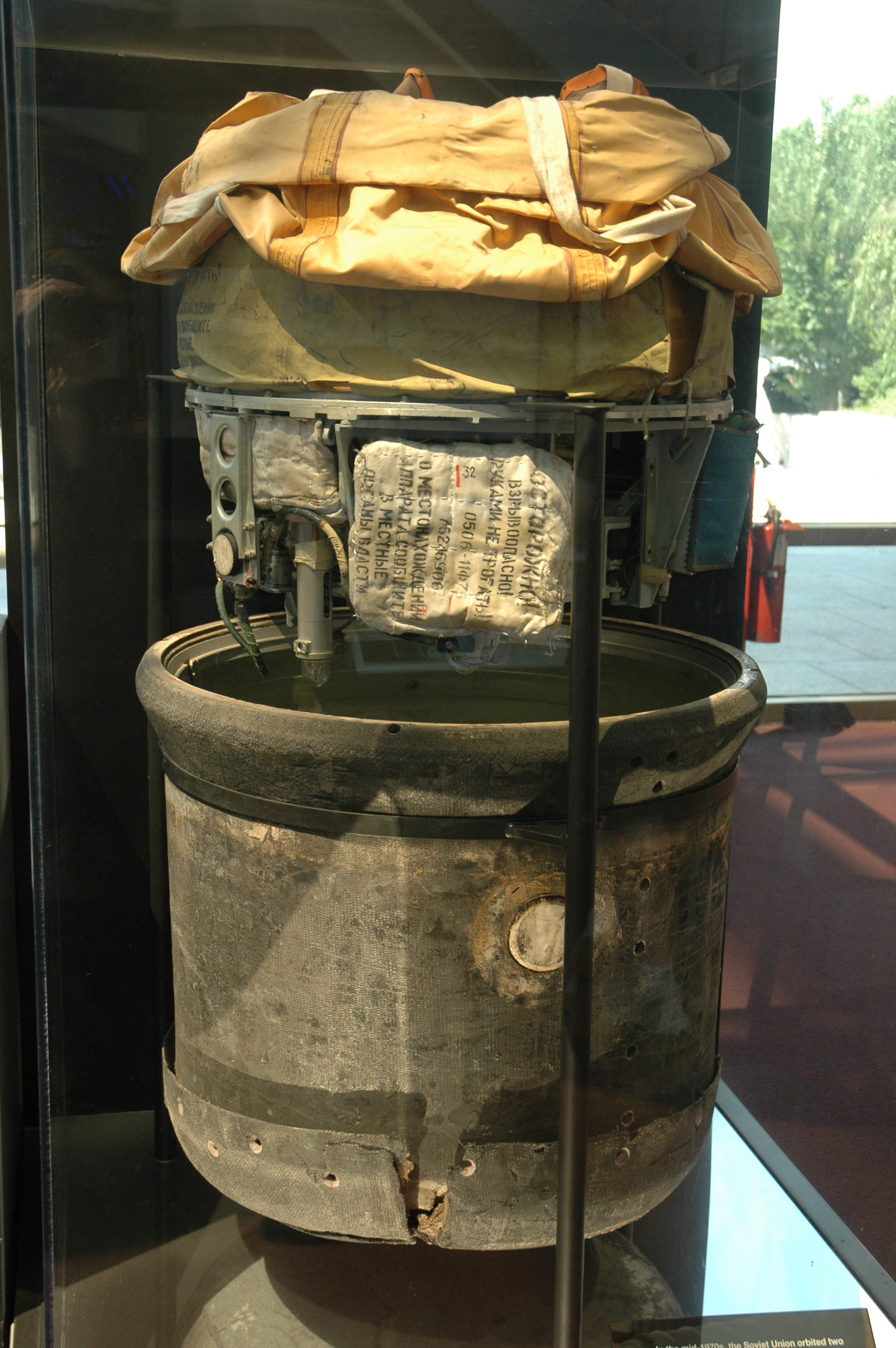
capsule utilisée pour renvoyer sur terre jusqu'à 100 kg de pellicule photo.

Comme Saliout 3, Saliout 5 diffère des stations civiles Saliout 1 et 4, ne partageant avec celles-ci que la coque centrale. Le port d'amarrage se situe à l'arrière à l'extrémité d'un petit module sphérique qui comporte également l'écoutille utilisé pour les sorties extravéhiculaires. Dans ce même module se trouve une capsule de forme cylindrique d'un peu moins de un mètre de diamètre permettant de renvoyer sur Terre plus de 100 kg de pellicules photos.
La propulsion principale est constituée par deux moteurs encastrés dans le module centrale et dont les tuyère encadrent le module sphérique. Deux panneaux solaires particulièrement larges et orientables sont fixés de part et d'autre du module sphériques. Ils sont complétés par deux panneaux solaires fixés sur la partie centrale de la station. Ensemble ils fournissent 5 kW d'énergie.
Il est prévu que la station soit mise en orbite avec un petit vaisseau de rentrée attaché à son port d'amarrage baptisé Merkur. Or ni Saliout 3, ni Saliout 5 n'ont mis en œuvre cette configuration : dans les deux cas les cosmonautes ont été lancés dans un vaisseau Soyouz. 
L'aménagement intérieur des stations Almaz est également différent. La partie la plus étroite est un quartier de repos sans lequel l'équipage dort, mange et se détend. Il est séparé du reste de la station par une rangée de douze bouteilles d'oxygène. La partie la plus large de la station est occupée en grande partie par le logement conique d'une caméra doté d'un objectif permettant de réaliser des prises de vue de la surface avec une résolution de 30 cm.
Contrairement à Saliout 1, les stations Almaz sont maintenues par leur système de contrôle d'attitude à l'horizontale par rapport à la surface de la Terre pour pouvoir remplir leur mission de reconnaissance. À cet effet les stations utilisent un ensemble de gyroscopes analogue à celui mis en œuvre pour la première fois par Skylab. Les stations Almaz disposent d'un système qui permet de recycler l'eau de l'atmosphère produit de l'expiration et de la sueur des cosmonautes. Ce dispositif permet de gagner un litre d'eau par jour. Enfin l'équipage dispose d'une douche démontable.
- Longueur : 14,55 m
- Diamètre maximal : 4,15 m
- Volume habitable : 100 m3
- Masse au décollage : 19 000 kg
- Lanceur : fusée Proton (trois étages)
- Inclinaison orbitale : 51,6°
- Nombre de batteries de panneaux solaires : 2
- Vaisseaux de ravitaillement : cargos Soyouz
- Nombre de points d'arrimage : 1
- Nombre total de missions habitées : 3
- Nombre total de missions habitées longue durée : 2

## Vaisseaux et équipages
- Soyouz 21 - 6 juin-24 août 1976
  - Boris Volynov
  - Vitali Zholobov
- Soyouz 23 - 14-16 octobre 1976 - amarrage manqué
  - Vyacheslav Zudov
  - Valeri Rozhdestvensky
- Soyouz 24 - 7-25 février 1977
  - Viktor Gorbatko
  - Yuri Glazkov

## Missions  Saliout 5
| Mission   | Équipage                       | Date de lancement              | Vaisseau aller | Date de retour                  | Vaisseau retour | Durée (jours) |
| --------- | ------------------------------ | ------------------------------ | -------------- | ------------------------------- | --------------- | ------------- |
| Soyouz 21 | Boris Volynov, Vitali Zholobov | 6 juin 1976 12 h 08 45" UTC    | Soyouz 21      | 24 août 1976 18 h 32 17" UTC    | Soyouz 21       | 49,27         |
| Soyouz 24 | Viktor Gorbatko, Yuri Glazkov  | 7 février 1977 16 h 11 00" UTC | Soyouz 24      | 25 février 1977 09 h 38 00" UTC | Soyouz 24       | 17,73         |